# برف‌های کلیمانجارو
«برف‌های کلیمانجارو» (به انگلیسی: The Snows of Kilimanjaro) نام داستانی اثر ارنست همینگوی نویسنده آمریکایی است.

## خلاصه داستان
همینگوی در داستان «برف‌های کلیمانجارو» درد و رنج مردی زخمی به نام هری را که پایش قانقاریا گرفته شرح داده‌است. او در این داستان دردهای مادی و معنوی هری را به تصویر کشیده و خاطرات گذشته‌اش را در لحظه‌های رهایی از درد بیان کرده‌است. این داستان تلفیقی از دردمندی آدمی و بی رحمی طبیعت است.
در واقع انسان با دردها زندگی می کند و درد توانایی ساخت انسان و نابودی ش را هم دارد

## فیلم
بر اساس این داستان یک فیلم سینمایی به کارگردانی هنری کینگ است که در سال ۱۹۵۲ منتشر شد. 
این فیلم کاندیدای ۲ اسکار (کاندیدای اسکار بهترین طراحی هنری-کاندیدای اسکار بهترین فیلمبرداری) در سال ۱۹۵۳ شد.